# Story Ötcsillag-díj
A Story Ötcsillag-díj a Story című hetente megjelenő bulvármagazin 1999-ben alapított díja, amit az olvasók szavazatai alapján ítélnek oda több kategóriában. Eddigi nyertesek:

## 1999
- Az év színésze:Bajor Imre[2]

## 2001
- Az év tévés produkciója: Barátok közt

## 2002
- Az év tévés és rádiós műsorvezetőnője: Erdélyi Mónika
- Az év tévés és rádiós műsorvezetője: Sváby András
- Az év színésznője: Oroszlán Szonja
- Az év színésze: Gálvölgyi János
- Az év tévés produkciója: Való Világ
- Az év zenei produkciója: LGT Sziget-fesztivál
- Az év leg-leg-legje: Big Brother

## 2003
- Az év színésznője: Oroszlán Szonja

## 2004
- Az év színésze: Németh Kristóf
- Az év színésznője: Varga Izabella
- Érték díj: Oláh Ibolya

## 2005
- Különdíj: Oroszlán Szonja

## 2006
- Az év legjobb műsorvezetője: Stohl András
- Az év műsorvezetőnője: Máté Krisztina
- Az év színésze: Gesztesi Károly
- Az év színésznője: Dobó Kata
- Az év énekese: Rúzsa Magdi
- 2006 televíziós produkciója: Szombat esti láz[3]

## 2007
- 2006 legjobb színésznője: Hámori Gabriella

## 2008
- 2007 legjobb műsorvezetője: Sebestyén Balázs és Vágó István
- 2007 legjobb színésznője: Gregor Bernadett
- 2007 legjobb színésze: Koltai Róbert
- 2007 zenei produkciója: Szinetár Dóra és Bereczki Zoltán
- 2007 televíziós produkciója: Csillag születik
- 2007 leg-leg-leg: Barátok közt
- 2007 Értékdíj: Hirtling István, Kerekes Éva, Szántó Dávid, Balogh Kálmán[4]

A StoryOnline 2007 során egyéb kategóriákban is megszavaztatta olvasóit. Ezekben a következő sztárok nyertek:
- Internetes sztár és a net sztárja kategória győztese: Lola
- Filmsztár kategória győztese: Dobó Kata
- Tévésztár kategória győztese: Liptai Claudia[4]

## 2009
- Érték-díj: Epres Attila színész, Pokorny Lia színésznő, Veiszer Alinda televíziós műsorvezető- szerkesztő és a Heaven Street Seven együttes tagjai.
- Műsorvezető: Sebestyén Balázs és Vadon János
- Műsorvezetőnő: Ördög Nóra
- Színész: Csányi Sándor
- Zenei produkció: Dolhai Attila
- A legsikeresebb televíziós produkció: Megasztár 4
- A leg-leg-leg: Celeb vagyok, ments ki innen! c.
- Net sztárja: Liptai Claudia és Gesztesi Károly

## 2010
- Legjobb színész: Stohl András
- Legjobb színésznő: Oroszlán Szonja
- Legjobb női műsorvezető: Barabás Éva
- Legjobb férfi műsorvezető: Joshi Bharat
- Legjobb zenei produkció: Tabáni István
- Legjobb televíziós produkció: Csillag születik
- Internetes sztár: Tabáni István
- Értékdíj: Rezes Judit, Winkler Nóra, Kerekes József és Szalóki Ági
- Az év leg-leg-legje: Benkő feleséget keres

## 2011
- Legjobb színész: Rudolf Péter
- Legjobb női műsorvezető: Liptai Claudia
- Legjobb férfi műsorvezető: Sebestyén Balázs
- Legjobb zenei produkció: X faktor - Mentor dal
- Legjobb televíziós produkció: X faktor
- Internetes sztár: Király L. Norbert
- Értékdíj: Horváth Lajos Ottó, Kecskés Karina, Molnár Ferenc Caramel, Cseke Eszter és S. Takács András
- Az év leg-leg-legje: Ezek megőrültek!

## 2012
- Legjobb színész: Fenyő Iván
- Legjobb énekes: Tóth Gabi
- Legjobb női műsorvezető: Várkonyi Andrea
- Legjobb férfi műsorvezető: Gundel Takács Gábor
- Legjobb televíziós produkció: X faktor
- Értékdíj: Egri Viktor, Gémes Antos, Trokán Anna, Váczi Eszter
- Az év leg-leg-legje: Való Világ 5

## 2013
- Értékdíj: Méhes Gábor (sportkommentátor), Rancsó Dezső (színész), Bata Éva (színésznő), Balázs Elemér (zeneszerző)
- Legjobb színész: Száraz Dénes
- Legjobb zenei produkció: Majka feat. BLR & Curtis - Belehalok
- Legjobb női műsorvezető: Ördög Nóra
- Legjobb férfi műsorvezető: Sebestyén Balázs
- Legjobb televíziós produkció: X-Faktor
- Az év leg-leg-legje: Morning Show[5]

## 2014
- Értékdíj: Elekes Péter, Gyetván Csaba, Trokán Nóra és Herczku Ági.
- Legjobb színész: Stohl András
- Legjobb zenei produkció: LGT
- Legjobb női műsorvezető: Lilu
- Legjobb férfi műsorvezető: Friderikusz Sándor
- Legjobb televíziós produkció: X-faktor
- Az év leg-leg-legje: Sztárban sztár

## 2015
- Az év férfi televíziós személyisége: Majka
- Az év női televíziós személyisége: Tóth Gabi
- Az év műsorvezetői: Sebestyén Balázs és Vadon János
- Az év televíziós produkciója: Sztárban sztár
- Az év sportolója: Hosszú Katinka
- Értékdíj: Bíró Eszter, Péter Kata, Mátray László

## 2016
A Story Érték-díjakat: Kovács Ági, Miklósa Erika, Pataki Ágnes, Kulka János és Vitray Tamás ítélték oda.
- Színművész kategória: Pintér Béla
- Zenész kategória: Szirtes Edina „Mókus”
- Sport kategória: Cseh László
- Televíziós személyiség/műsorvezető kategória: Till Attila „Tilla”
- Film kategória: Saul fia
- Az év színésznője: Balsai Móni
- Az év műsorvezetője: Friderikusz Sándor
- Az év tévés produkciója: A Konyhafőnök (RTL Klub)
- Az év „leg-legje”: Sztárban sztár (TV2)
- A Story kedvenc-díj: Varga Izabella

## 2017
A Story Érték-díjakat: Pataki Ágnes, Miklósa Erika, Cserhalmi György és Rózsa György ítélték oda.
- Televíziós személyiség Érték díj: Nagy György
- Zenei kategória Érték díj: Pély Barna
- Filmkategória Érték díj: Ernelláék Farkaséknál (Kisfilm)
- Színművész Érték díj: Tóth Ildikó
- Sportkategória Érték díj: Kozák Danuta-Szabó Gabriella páros
- Az év legnépszerűbb műsorvezetője Közönségdíj: Majka
- Az év színésznője díj: Gubík Ági
- Story kedvenc: Liptai Claudia
- Az év televíziós produkciója Közönségdíja: Sztárban sztár
- Az év leg-leg-legje: Válótársak
- Story különdíj: Demjén Ferenc

## 2018
A kuratónium tagjai: Pataki Ágnes, Rózsa György, Kovács Katalin, Udvaros Dorottya, és Balázs Fecó.
- Televíziós személyiség Érték díj: Boros Krisztina (Házon kívül)
- Zenész kategória Érték díj: Hrutka Róbert
- Film kategória Érték díj: Borbély Alexandra
- Színművész Érték díj: Tompos Kátya
- Sport kategória Érték díj: Baji Balázs
- Az év legnépszerűbb műsorvezetője Közönségdíj: Ördög Nóra
- Év színésze Közönségdíj: Csuja Imre
- Story kedvence: A Konyhafőnök VIP
- Az év televíziós produkciója Közönségdíj: A Nagy Duett
- Story Legenda: Neoton Família
- Életműdíj: Lerch István

## 2019
A 20. Story Gálát a felújított Szépművészeti Múzeumban tartották
A kuratónium tagjai: Pataki Ágnes, Rózsa György, Geszti Péter, Kiss Gergely, Udvaros Dorottya, és Kolossváry Balázs a Story Magazin főszerkesztője.
A Érték-dijat kapják:
- Film kategória Érték díj: Szamosi Zsófia
- Színművész Érték díj: Keresztes Tamás
- Sport kategória Érték díj: Férfi gyorskorcsolyaváltó: Burján Csaba, Knoch Viktor, Liu Shaoang és Liu Shaolin Sándor
- Televíziós személyiség Érték díj: Gáspár Mónika televízios riporter és a Család barát című műsor főszerkesztője
- Zenész kategória Érték díj: Dés László
- Év színésze Közönségdíj: Ónodi Eszter
- Story kedvence: Korhatáros szerelem
- Az év televíziós produkciója Közönségdíj: A mi kis falunk
- Az év legnépszerűbb műsorvezetője Közönségdíj: Istenes Bence
- Story Legenda: Barátok közt (a sorozat idén 20 éves)

## 2020
?